# Majiayaocultuur

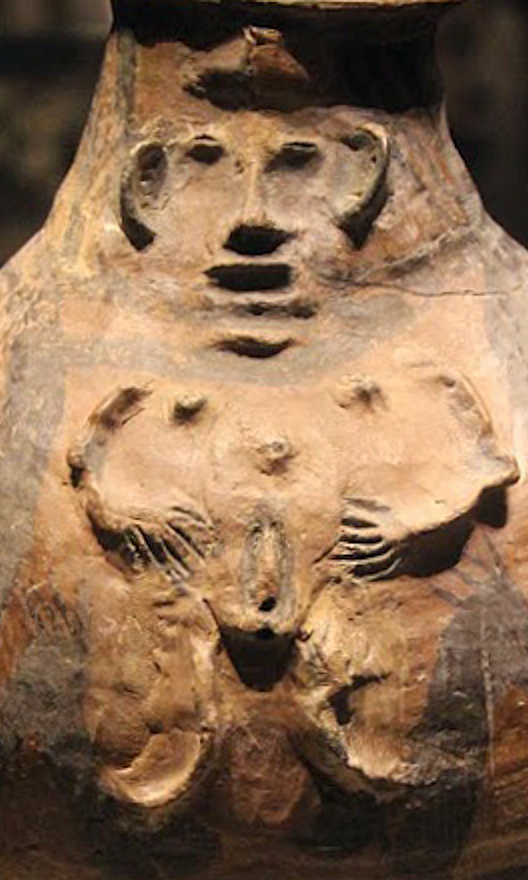
antropomorfe figuur op een aardewerken pot (3200-2000 v.Chr.) Nationaal Museum van China

De Majiayaocultuur was een archeologische cultuur van het late neolithicum en de vroege bronstijd in China, van 3300 tot 2000 v.Chr. Ze omvatte voornamelijk gemeenschappen in het bovenste gebied van de Gele Rivier in het oosten van Gansu, het oosten van Qinghai en het noorden van Sichuan. 
De cultuur vertegenwoordigde de eerste periode dat het bovenste gebied van de Gele Rivier op grote schaal werd bewoond door landbouwgemeenschappen. De cultuur is beroemd om haar beschilderde aardewerk, dat wordt beschouwd als een hoogtepunt van de keramiekproductie van die tijd.
De Majiayaocultuur profiteerde van de warme en vochtige klimatologische omstandigheden van de late ijstijd tot het Midden-Holoceen, wat leidde tot een bloeiende landbouwproductie en een snelle bevolkingsgroei. Deze omstandigheden veranderden met de verdroging van het Laat-Holoceen, wat materiële en culturele achteruitgang veroorzaakte. 
De Majiayaocultuur is wel in verband gebracht met een westwaartse expansie van vroege Sino-Tibetaanse volkeren. 

## Geschiedenis
De eerste archeologische vindplaats werd in 1924 gevonden nabij het dorp Majiayao in het arrondissement Lintao, Gansu, door de Zweedse archeoloog Johan Gunnar Andersson, die het beschouwde als onderdeel van de Yangshaocultuur. In navolging van het werk van Xia Nai, de grondlegger van de moderne archeologie in de Volksrepubliek China, wordt het sindsdien beschouwd als een aparte cultuur, genoemd naar de oorspronkelijke locatie. De cultuur wordt vaak verdeeld in drie fasen: Majiayao (3300 - 2500 v.Chr.), Banshan (2500 - 2300 v.Chr.) en Machang (2300 - 2000 v.Chr.). 
Aan het einde van het 3e millennium v.Chr. volgde de Qijiacultuur de Majiayaocultuur op in Gansu en oostelijk Qinghai. 

## Plaats
Sites van de Majiayao-fase (3300 - 2500 v.Chr.) zijn meestal te vinden op terrassen langs de bovenste Wei He en Bailong, de middelste en lagere delen van de Tao en Daxia, het bovenste deel van de Gele Rivier, de Huangshui en lagere Datong. 

## Aardewerk
De meest onderscheidende artefacten van de Majiayaocultuur zijn het beschilderde aardewerk. Tijdens de Majiayao-fase versierden pottenbakkers hun waren met ontwerpen in zwart pigment met vloeiende parallelle lijnen en stippen. Aardewerk uit de Banshan-fase onderscheidde zich door ontwerpen met gebogen lijnen waarbij zowel zwarte als rode verf werd gebruikt. Aardewerk uit de Machang-fase was vergelijkbaar, maar vaak minder zorgvuldig afgewerkt. De ontwikkeling ervan hing samen met de interactie tussen jager-verzamelaars in de Qinghai-regio en de westwaartse expansie van de agrarische Yangshao-bevolking.
In tegenstelling tot het ongedecoreerde aardewerk werd het beschilderde Majiayao-aardewerk geproduceerd in grote, gecentraliseerde werkplaatsen. De grootste neolithische werkplaats die in China is gevonden bevindt zich in Baidaogouping, Gansu. De vervaardiging van grote hoeveelheden beschilderd aardewerk betekende dat er professionele ambachtslieden waren om het te produceren, wat duidt op een toenemende sociale complexiteit. De controle over het productieproces en de kwaliteit nam in de Banshan-fase af, mogelijk als gevolg van een grotere vraag naar aardewerk voor gebruik bij begrafenisrituelen. 
De aardewerkstijl die voortkwam uit de Yangshaocultuur verspreidde zich naar de Majiayaocultuur en vervolgens verder naar Xinjiang en Centraal-Azië. 

Majiayao-aardewerk uit verschillende fases
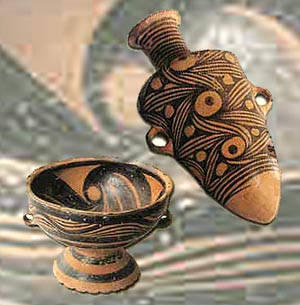
Majiayao-fase
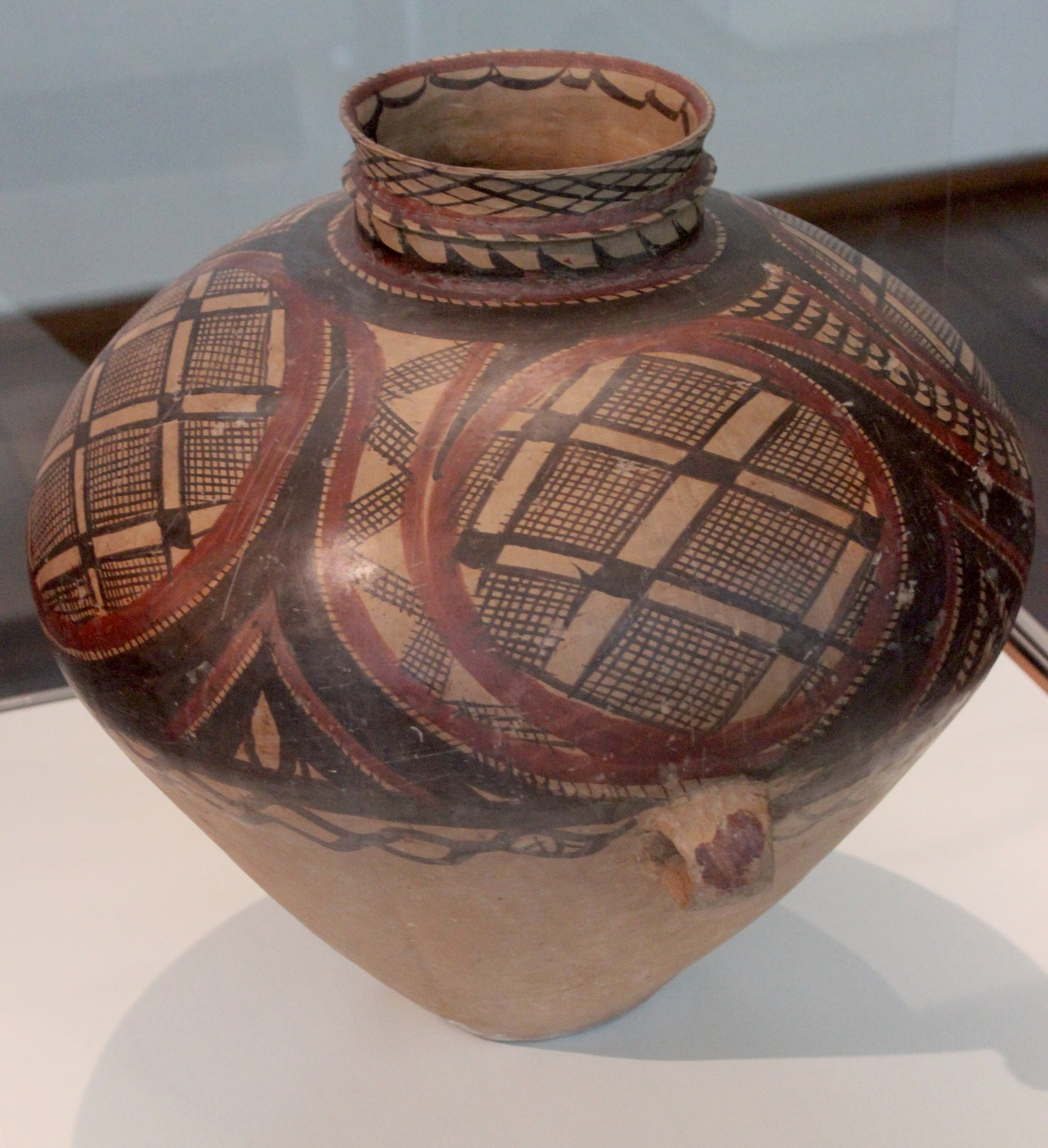
Banshan-fase
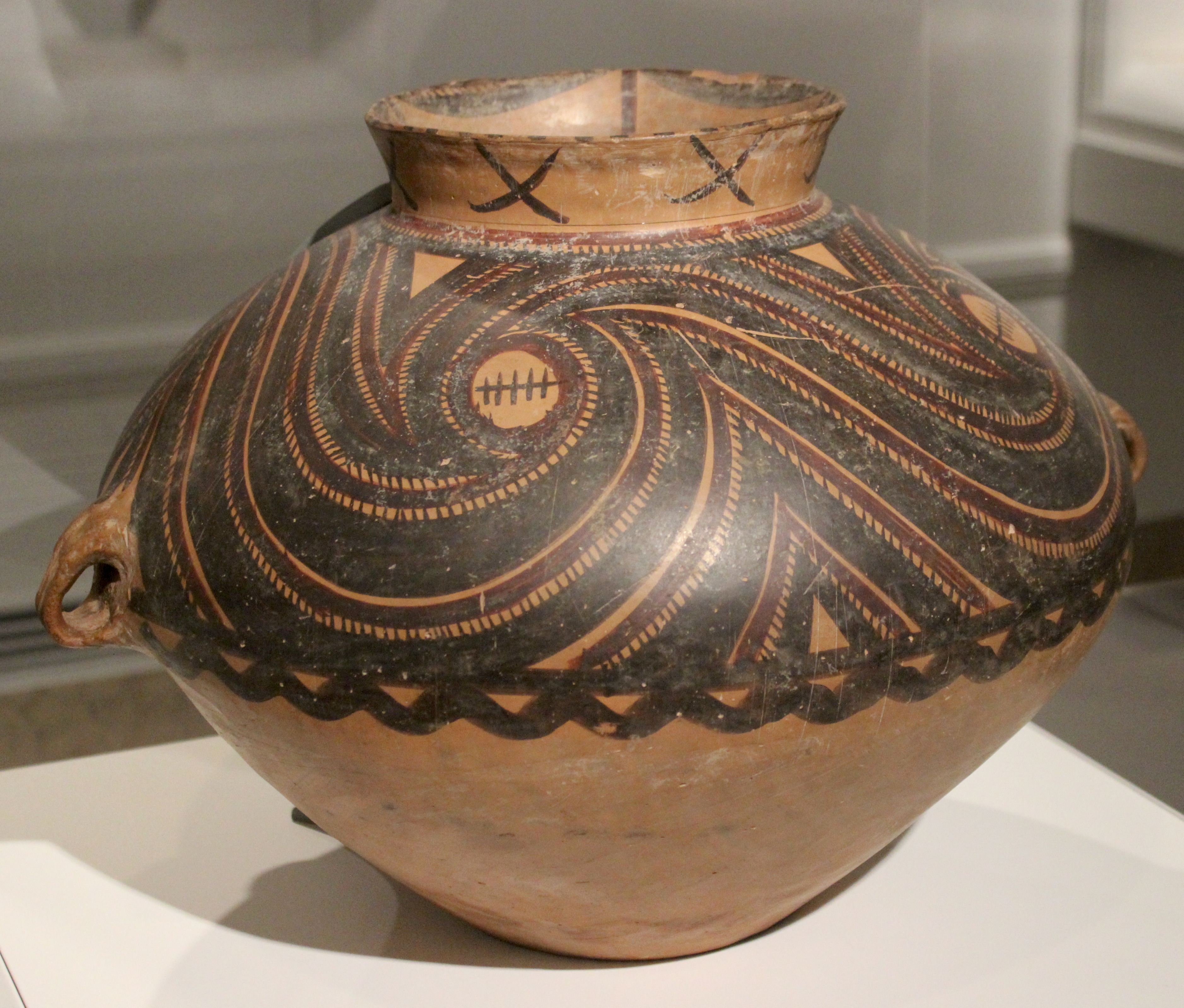
Banshan-fase
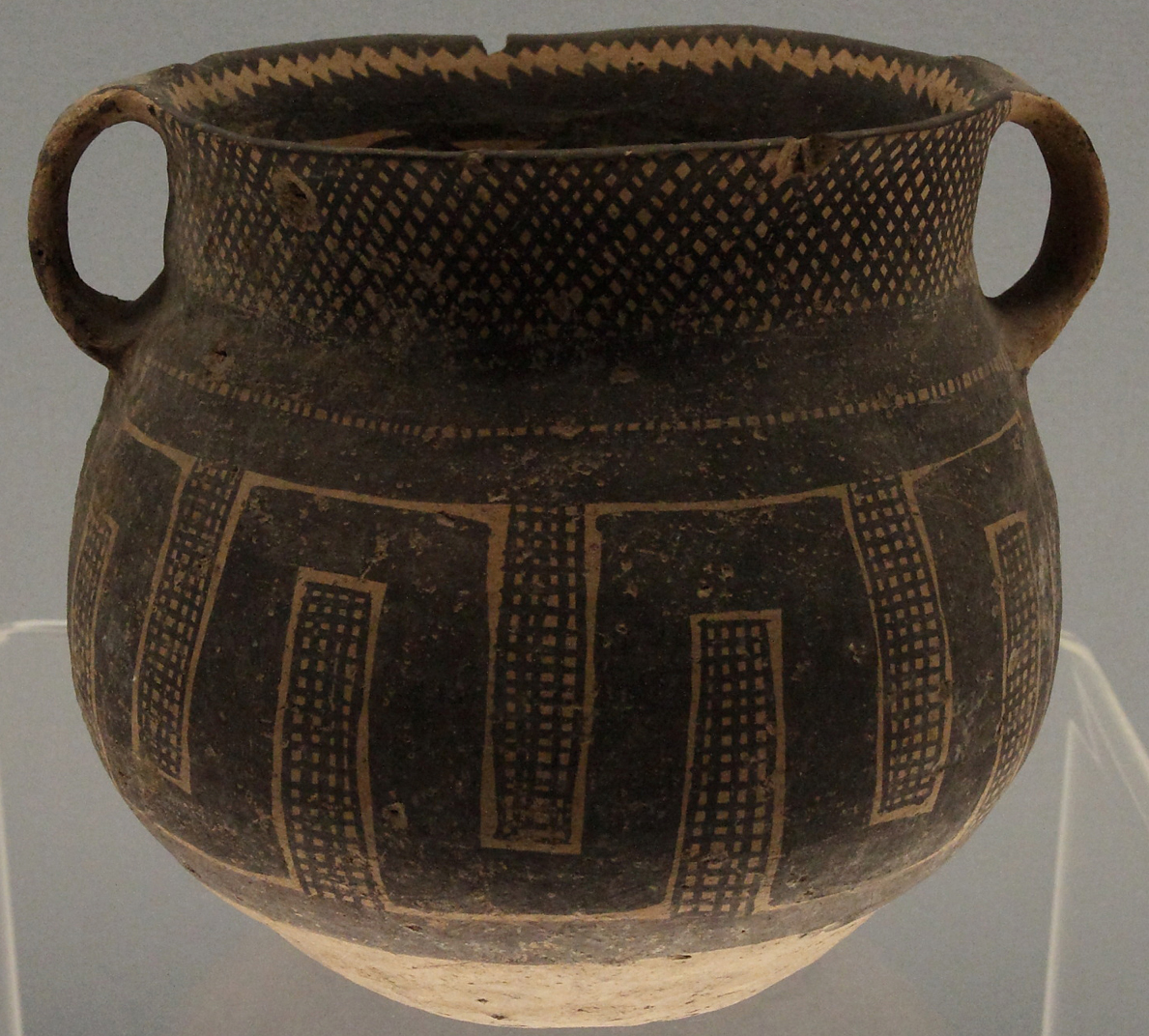
Machang-fase

### Symboliek
De Majiayaocultuur gebruikte een grote verscheidenheid aan symbolen in haar aardewerk, waarvan sommige abstract en geometrisch waren, zoals het bekende neolithische symbool van de swastika, sommige figuratief, zoals frontale en tamelijk realistische antropomorfe afbeeldingen. Het swastika-symbool werd vooral gebruikt tijdens de latere Machang-periode (2300-2000 v.Chr.) en werd een actueel symbool in het boeddhisme dat samsara vertegenwoordigt. De symbolen omvatten netpatronen, achthoekige sterpatronen, patronen met verbonden schelpen, bloemblaadjespatronen, vortexpatronen enz. Veel motieven waren al bekend uit de voorafgaande Yangshaocultuur. 

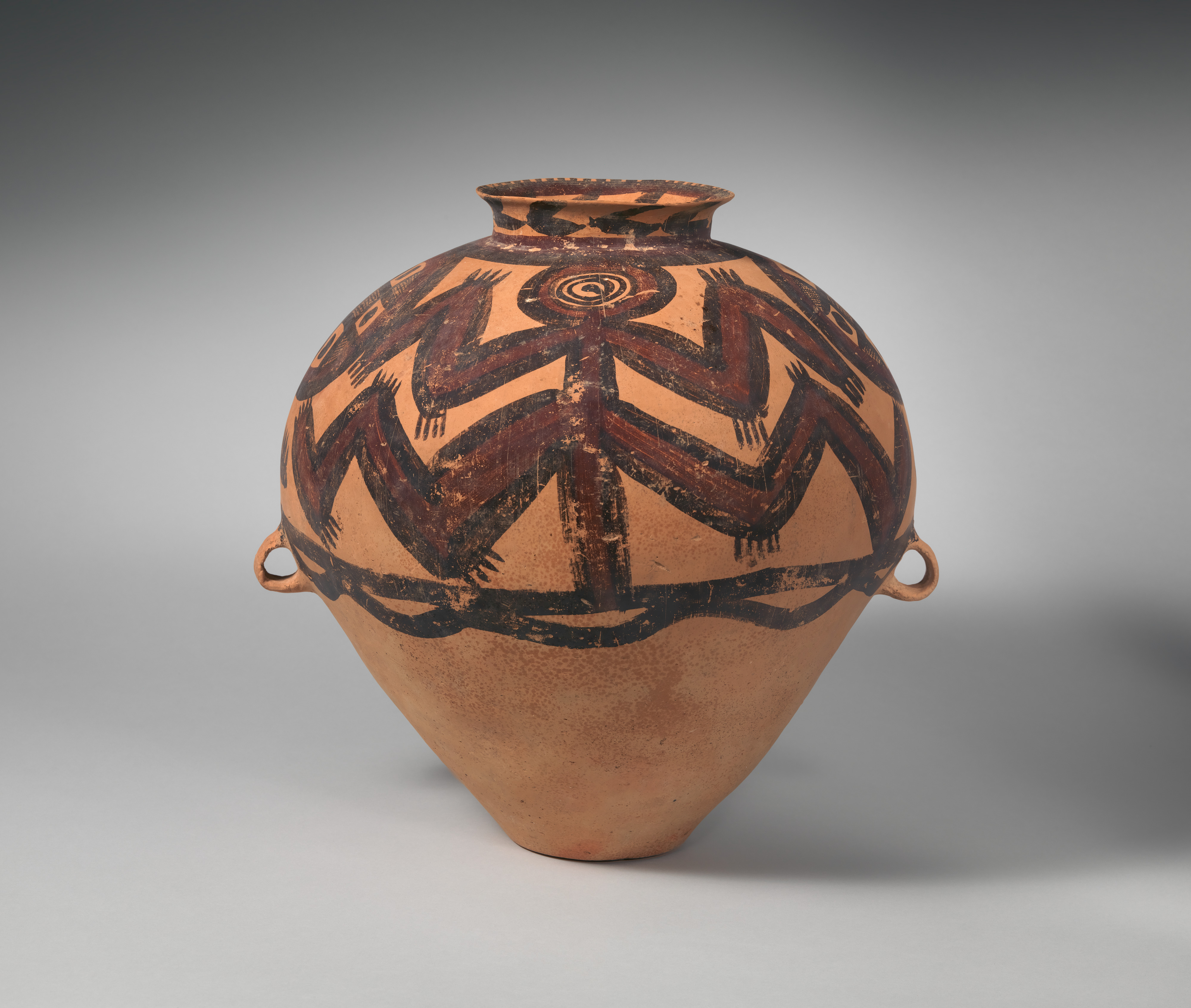
symbolisch "kikker"-patroon
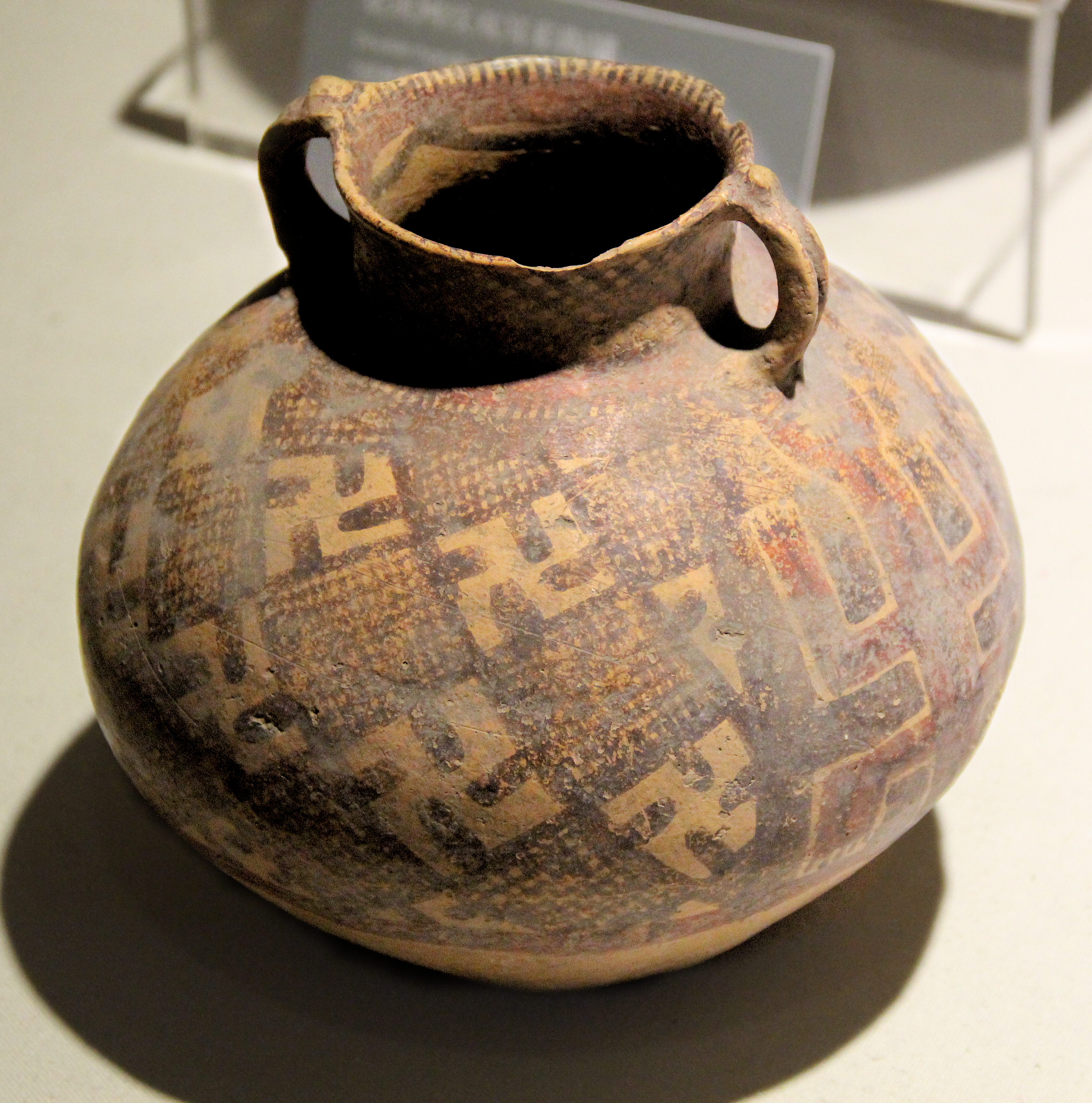
aardewerk uit de Machang-periode (swastika-symbool)
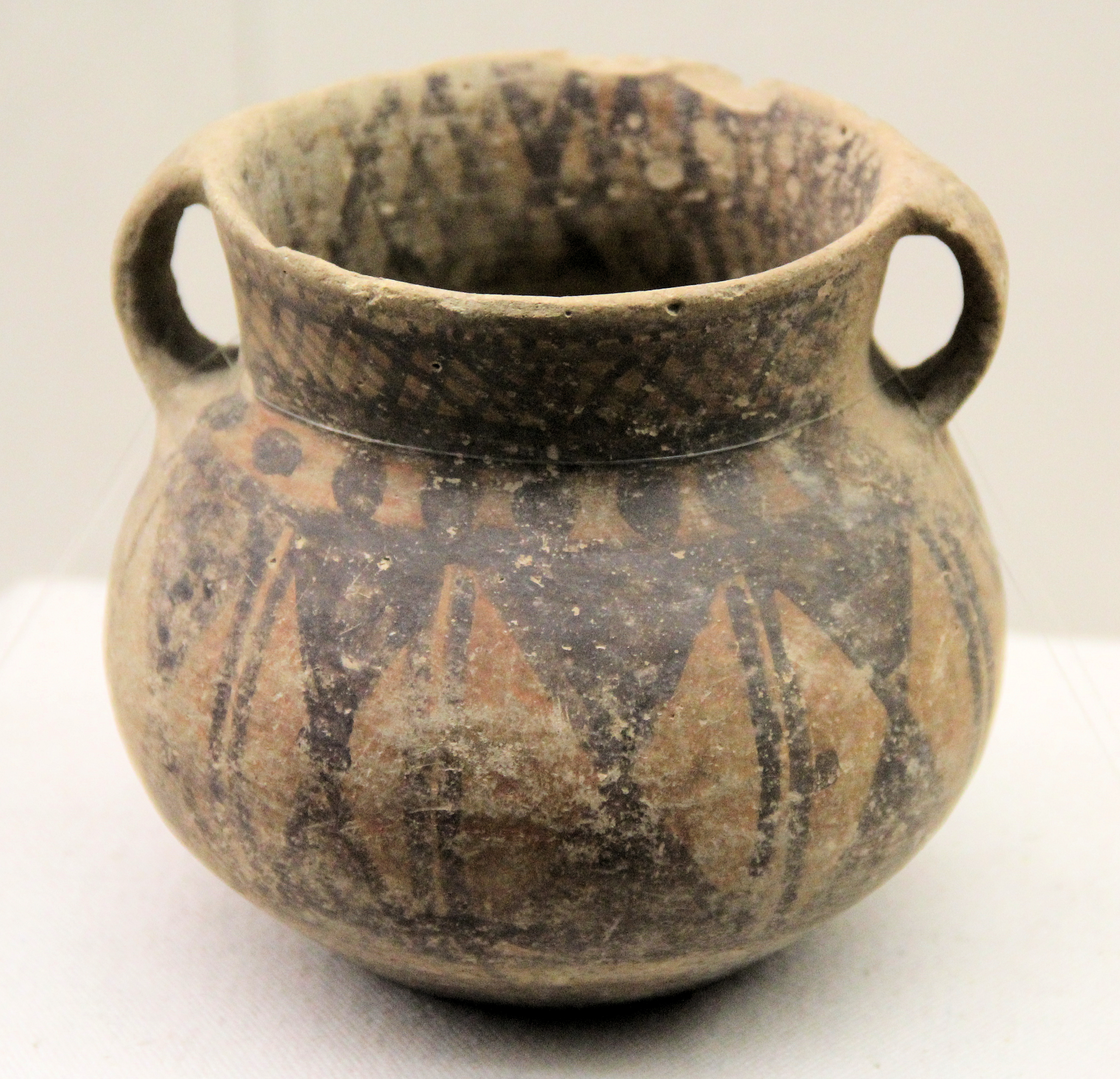
pot met staande menselijke vormen
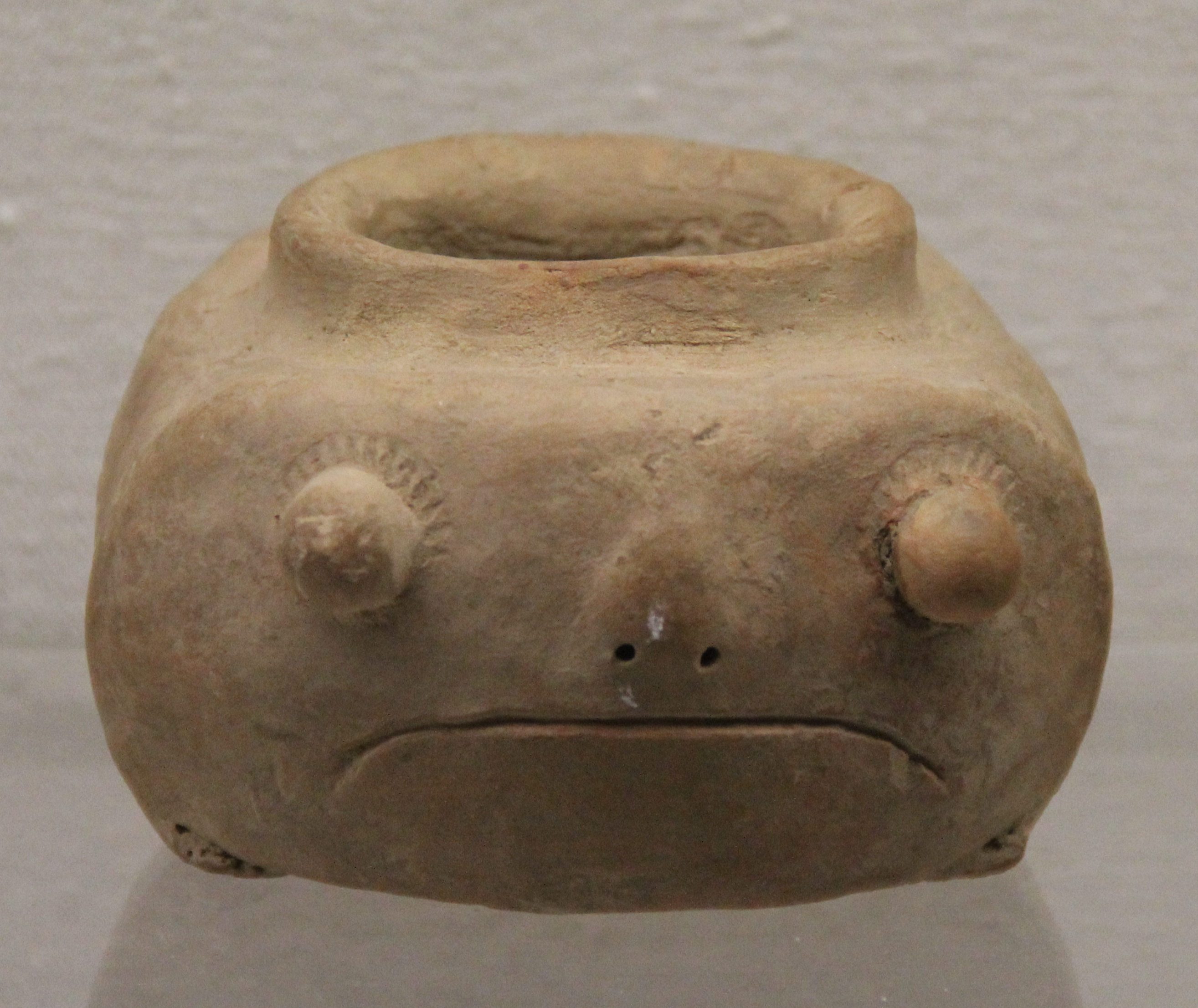
pot met driedimensionaal mensachtig gezicht

## Brons

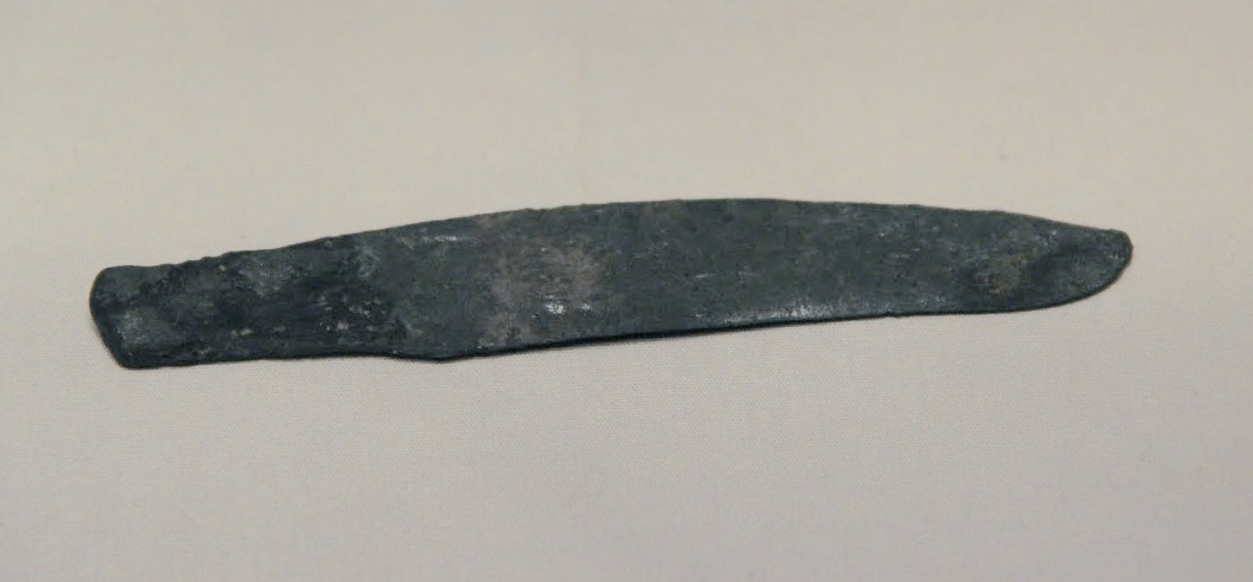
bronzen mes gevonden in Dongxiang, Gansu (2900-2740 v.Chr.)

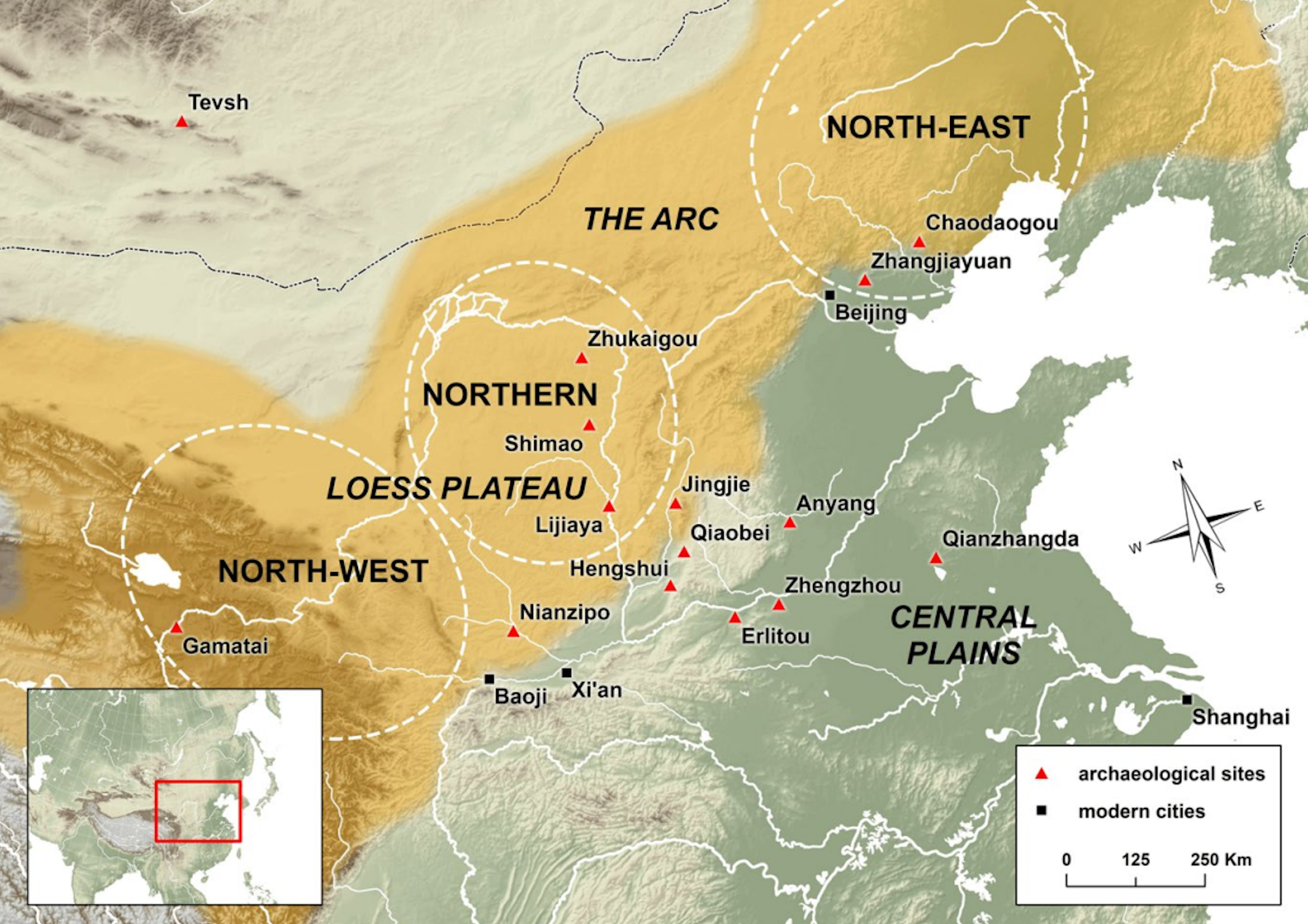
de Majiayaocultuur maakte deel uit van de "oostelijke steppeboog" naast de centrale vlakte van China.

De bronstechnologie werd vanuit de Euraziatische steppe naar China geïmporteerd. Het oudste bronzen voorwerp dat in China werd gevonden, was een mes gevonden op een Majiayao-locatie in Dongxiang, Gansu, gedateerd tussen 2900 en 2740 v.Chr. Er zijn nog meer koperen en bronzen voorwerpen gevonden op locaties uit de Machang-periode in Gansu. De metallurgie verspreidde zich aan het einde van het 3e millennium v.Chr. naar de midden- en lagere Gele Rivier. Er wordt uitgegaan van contacten tussen de Afanasjevocultuur en de Majiayao- en Qijiacultuur voor de overdracht van bronstechnologie. 

## Introductie van het pastoralisme
Gedomesticeerde runderen, schapen en geiten verschenen voor het eerst in West-Azië rond 8000 v.Chr. Hun introductie in China vond mogelijk plaats via de Hexicorridor tijdens de Majiayaocultuurperiode, hoewel ook een route door de Euraziatische graslanden en vervolgens door het Mongoolse plateau rond 3500-2500 v.Chr. mogelijk was. 

## Klimaatveranderingen
Onderzoek naar klimaatveranderingen tijdens de Majiayaocultuur geven aan dat het klimaat tussen 3830 en 1900 v.Chr. nat was, wat de ontwikkeling van de vroege en midden-Majiayaocultuur in oostelijk Qinghai bevorderde. Van 1900 tot 1700 v.Chr. waren er echter droogtes in dit gebied,  mogelijk verantwoordelijk voor de achteruitgang en oostwaartse beweging van de landbouwculturen tijdens de overgangsperiode van de vroeg-midden- naar de late Majiayaocultuur. 